# Илиджанская бригада
Илиджанская пехотная бригада (серб. Илиџанска пјешадијска бригада) — пехотное подразделение Войска Республики Сербской, состоявшее в Сараевско-Романийском корпусе . По предварительным данным, бригада в своём составе потеряла в войне около 650 человек. Область ответственности бригады, была западные части сербских муниципалитетов Илидже, в то время как и в восточной части, зона ответственности принадлежала 2-й Сараевской лёгкой пехотной бригаде.

## История
Илиджанская пехотная бригада была сформирована в 1992 году, на территории сербского муниципалитета Илидже, в самом начале войны, и взяла на себя главную роль в защите сербских муниципалитетов вплоть до границ сербского города Источно-Сараево. Битва за Илиджу проходившая с 22 апреля по 14 мая 1992 года, являлась одним из наиболее важных сражений в Боснийской войне. В те дни, жители Илиджа и деревень Осиека и Блажуя противостояли более мощным и более многочисленным подразделениям Боснийской армии, которая сосредоточила большое количество своих подразделений именно в направлении Илиджи, для того чтобы захватить этот стратегически важный муниципалитет, что позволило бы атаковать Источно-Сараево.
Жители Илиджа и бойцы Илиджанской бригады в течение всей Боснийской войны защищали свои дома от атак противника, и в то же время не совершая никаких военных преступлений. Во время боев за Илиджу боснийская армия потеряла убитыми 1054 человека и более 2200 человек получили ранения различной тяжести, в то время как сама Илиджанская бригада потеряла 650 бойцов После этого поражения, Боснийская армия не смогла оправиться и не имела возможности повторить атаку.

## День памяти
Каждый год, муниципалитет Источна-Илиджа совместно с организацией ветеранов «Илиџански борац» отмечает «Дни обороны Илиджи» в период с 22 апреля по 14 мая и проводит ряд мероприятий, посвящённых памяти погибших защитников Илиджи и напоминающих о боевом пути бойцов Илиджанской бригады.